# Maurice Jarre
Maurice Alexis Jarre (Lyon, 1924. szeptember 13. – Malibu, Kalifornia, 2009. március 29.) háromszoros Oscar-díjas francia zeneszerző, aki elsősorban filmzenéiről ismert. Jean-Michel Jarre édesapja.

## Élete
Jarre 1924. szeptember 13-án született a franciaországi Lyonban. Eredetileg mérnöknek tanult a Sorbonne-on, de tanulmányait félbehagyva beiratkozott a Conservatoire de Paris-ra, ahol többek között Arthur Honegger tanította. Kezdeti művei nem filmzenék voltak, hanem színházi előadások zenealáfestései. Az ötvenes években a francia Théâtre National Populaire-nél dolgozott. Első filmzenéit Georges Franju filmjeihez írta.
Az első hollywoodi filmzenéje a David Lean által rendezett Arábiai Lawrence-hez készült. Jarre ezzel a filmmel nyerte első Oscarját. Érdekesség, hogy a másik két Oscar-díjas filmjét (Doktor Zsivágó és Út Indiába) is Lean rendezte. Ezt követően Jarre számos legendás filmrendezővel dolgozott együtt, köztük Alfred Hitchcockkal (Topáz) és John Hustonnal (Aki király akart lenni).
2009. március 29-én az Egyesült Államokban, a kaliforniai Malibuban halt meg rövid ideig tartó rákbetegség után.

## Családja
Jarre-nak két fia és egy lánya született: Jean-Michel Jarre francia zeneszerző, akit 5 évesen otthagyott az anyja gondjaira, az elektronikus zene úttörője, Kevin Jarre, az adoptált fia, forgatókönyvíró, és Stephanie Jarre színésznő, akit Jean-Michellel együtt kizárt mindenfajta örökségéből.
Négyszer házasodott. Feleségei:
- Francette Pejot, az Francia Ellenállás tagja, aki Jean-Michel Jarre édesanyja.
- Dany Saval francia színésznő, aki Stephanie Jarre édesanyja.
- Laura Devon, aki Kevin Jarre édesanyja
- Fong F. Khong, Jarre özvegye.

## Válogatott filmográfia
- Crack in the Mirror (1961)
- A leghosszabb nap/The Longest Day (1962)
- Arábiai Lawrence/Lawrence of Arabia (1962)
- Les Dimanches de Ville d’Avray/Sundays and Cybele (1962)
- A vonat/The Train (1964)
- Íme egy fakó ló!/Behold a Pale Horse (1964)
- A lepkegyűjtő/The Collector (1965)
- Doktor Zsivágó/Doctor Zhivago (1965)
- Párizs lángokban/Is Paris Burning? (1966)
- A hivatásosak/The Professionals (1966)
- Grand Prix (1966)
- Gambit (1966)
- A tábornokok éjszakája/The Night of the Generals (1967)
- Isadora (1968)
- A mesterember/The Fixer (1968)
- Öt díszgombos fickó/5 Card Stud (1968)
- Arnold, a bajkeverő (1968)
- Elátkozottak/The Damned (1969)
- A különleges tengerész/The Extraordinary Seaman (1969)
- Topáz/Topaz (1969)
- Az egyetlen játék a városban/The Only Game in Town (1970)
- Ryan lánya/Ryan’s Daughter (1970)
- Kaliforniai lakosztály/Neil Simon’s Plaza Suite (1971)
- Vörös nap/Red Sun (1971)
- A Gamma sugarak hatása a százszorszépekre/The Effect of Gamma Rays on the Man-on-the-Moon Marigolds (1972)
- Roy Bean bíró élete és kora/The Life and Times of Judge Roy Bean (1972)
- Hamvazószerda/Ash Wednesday (1973)
- The MacKintosh Man (1973)
- Aki király akart lenni/The Man Who Would Be King (1975)
- Posse (1975)
- Mandingo (1975)
- Az üzenet/The Message (1976)
- Az utolsó cézár/The Last Tycoon (1976)
- A názáreti Jézus/Jesus of Nazareth (1977)
- Menni vagy meghalni/March or Die (1977)
- Koldus és királyfi/Crossed Swords (1977)
- A bádogdob/The Tin Drum/Die Blechtrommel (1979)
- Téli gyilkosságok/Winter Kills (1979)
- Shogun (1980)
- Takarodó/Taps (1981)
- Die Falschung/False Witness (1981)
- A veszélyes élet éve/The Year of Living Dangerously (1982)
- Tűzróka/Firefox (1982)
- Top Secret (1984)
- Álomküzdők/Dreamscape (1984)
- Út Indiába/A Passage to India (1984)
- A kis szemtanú/The Witness (1985)
- Mad Max 3/Mad Max Beyond Thunderdome (1985)
- Kedves ellenségem/Enemy Mine (1985)
- A moszkító part/The Mosquito Coast (1986)
- Nincs kiút/No Way Out (1987)
- Végzetes vonzerő/Fatal Attraction (1987)
- Julia & Julia/Giulia e Giulia (1987)
- Gaby/Gaby: A True Story (1988)
- Gorillák a ködben/Gorillas in the Mist (1988)
- Holdfény Parador felett/Moon Over Parador (1988)
- Holt költők társasága/Dead Poets Society (1989)
- After Dark, My Sweet (1990)
- Egy igaz történet/Enemies: A Love Story (1989)
- Ghost (1990)
- Jákob lajtorjája/Jacob’s Ladder (1990)
- Emésztő tűz/Fires Within (1991)
- School Ties (1992)
- Jennifer 8 (1992)
- Mr. Jones (1993)
- Félelem nélkül (1993)
- Pár lépés a mennyország/A Walk in the Clouds (1995)
- Hajsza a Nap nyomában/The Sunchaser (1996)
- A napfény íze/Sunshine (1999)
- Álom Afrikáról/I Dreamed of Africa (2000)
- Uprising (2001)

## Díjak
- Oscar-díj (Lawrence of Arabia, Doctor Zhivago, Passage to India)
- Golden Globe-díj négyszer
- Európai Filmdíj - Életműdíj
- Grammy-díj
- Brit Filmakadémia díja kétszer
- Berlini Nemzetközi Filmfesztivál - Tiszteletbeli Arany Medve
- World Soundtrack Award – Ghent, ASCAP életműdíj
- csillag hollywoodi Hírességek sétányán.